# Tom Neville Grazebrook
Tom Neville Grazebrook, britanski general, * 1904, † 1967.